# Countrywide Classic 2002 - Qualificazioni singolare
Le qualificazioni del singolare  del Countrywide Classic 2002 sono state un torneo di tennis preliminare per accedere alla fase finale della manifestazione. I vincitori dell'ultimo turno sono entrati di diritto nel tabellone principale. In caso di ritiro di uno o più giocatori aventi diritto a questi sono subentrati i lucky loser, ossia i giocatori che hanno perso nell'ultimo turno ma che avevano una classifica più alta rispetto agli altri partecipanti che avevano comunque perso nel turno finale.
Le qualificazioni del torneo Countrywide Classic 2002 prevedevano 32 partecipanti di cui 4 sono entrati nel tabellone principale.

## Teste di serie
1. George Bastl (Qualificato)
2. Jack Brasington (Qualificato)
3. Peter Luczak (ultimo turno)
4. Louis Vosloo (primo turno)

1. Ivo Karlović (secondo turno)
2. Eric Taino (primo turno)
3. Jeff Salzenstein (secondo turno)
4. Scott Draper (Qualificato)

## Qualificati
1. George Bastl
2. Jack Brasington

1. Scott Draper
2. Alex Bogomolov Jr.

## Tabellone

### Legenda
| - Q = Qualificato - WC = Wild card - LL = Lucky loser | - ALT = Alternate - SE = Special Exempt - PR = Protected Ranking | - w/o = Walkover - r = Ritirato - d = Squalificato |

### Sezione 1
|  | Primo turno      | Primo turno      | Primo turno  | Primo turno | Primo turno |  |  | Secondo turno | Secondo turno    | Secondo turno    | Secondo turno | Secondo turno |    |   | Ultimo turno | Ultimo turno | Ultimo turno | Ultimo turno | Ultimo turno |  |
|  |                  |                  |              |             |             |  |  |               |                  |                  |               |               |    |   |              |              |              |              |              |  |
|  | 1                | George Bastl     | George Bastl | 6           | 6           |  |  |               |                  |                  |               |               |    |   |              |              |              |              |              |  |
|  |                  | Brian Wilson     | Brian Wilson | 0           | 4           |  |  | 1             | George Bastl     | George Bastl     | 6             | 6             |    |   |              |              |              |              |              |  |
|  | Toshihide Matsui | Toshihide Matsui | 1            | 7           | 6           |  |  |               | Toshihide Matsui | Toshihide Matsui | 2             | 3             |    |   |              |              |              |              |              |  |
|  | Lester Cook      | Lester Cook      | 6            | 5           | 1           |  |  |               |                  |                  |               |               |    |   | 1            | George Bastl | George Bastl | 7            | 6            |  |
|  | Glenn Weiner     | Glenn Weiner     | Glenn Weiner | 6           | 6           |  |  |               |                  |                  | Glenn Weiner  | Glenn Weiner  | 64 | 1 |              |              |              |              |              |  |
|  | Robert Yim       | Robert Yim       | Robert Yim   | 1           | 3           |  |  |               | Glenn Weiner     | Glenn Weiner     | 6             | 7             |    |   |              |              |              |              |              |  |
|  | 5                | Ivo Karlović     | 6            | 6           | 6           |  |  | 5             | Ivo Karlović     | Ivo Karlović     | 4             | 5             |    |   |              |              |              |              |              |  |
|  |                  | Kyle Spencer     | 7            | 3           | 4           |  |  |               |                  |                  |               |               |    |   |              |              |              |              |              |  |

### Sezione 2
|  | Primo turno        | Primo turno        | Primo turno        | Primo turno | Primo turno |  |  | Secondo turno | Secondo turno    | Secondo turno    | Secondo turno | Secondo turno |   |   | Ultimo turno | Ultimo turno    | Ultimo turno    | Ultimo turno | Ultimo turno |  |
|  |                    |                    |                    |             |             |  |  |               |                  |                  |               |               |   |   |              |                 |                 |              |              |  |
|  | 2                  | Jack Brasington    | Jack Brasington    | 6           | 6           |  |  |               |                  |                  |               |               |   |   |              |                 |                 |              |              |  |
|  |                    | Marco Chiudinelli  | Marco Chiudinelli  | 4           | 3           |  |  | 2             | Jack Brasington  | 4                | 7             | 6             |   |   |              |                 |                 |              |              |  |
|  | Michael Quintero   | Michael Quintero   | Michael Quintero   | 7           | 6           |  |  |               | Michael Quintero | 6                | 5             | 0             |   |   |              |                 |                 |              |              |  |
|  | Travis Rettenmaier | Travis Rettenmaier | Travis Rettenmaier | 62          | 4           |  |  |               |                  |                  |               |               |   |   | 2            | Jack Brasington | Jack Brasington | 6            | 6            |  |
|  | Phillip King       | Phillip King       | Phillip King       | 6           | 6           |  |  |               |                  |                  | Phillip King  | Phillip King  | 4 | 1 |              |                 |                 |              |              |  |
|  | Ryan Haviland      | Ryan Haviland      | Ryan Haviland      | 2           | 2           |  |  |               | Phillip King     | Phillip King     | 6             | 6             |   |   |              |                 |                 |              |              |  |
|  | 7                  | Jeff Salzenstein   | 2                  | 6           | 6           |  |  | 7             | Jeff Salzenstein | Jeff Salzenstein | 3             | 2             |   |   |              |                 |                 |              |              |  |
|  |                    | Michael Joyce      | 6                  | 4           | 1           |  |  |               |                  |                  |               |               |   |   |              |                 |                 |              |              |  |

### Sezione 3
|  | Primo turno      | Primo turno        | Primo turno        | Primo turno | Primo turno |  |  | Secondo turno | Secondo turno   | Secondo turno | Secondo turno | Secondo turno |   |   | Ultimo turno | Ultimo turno | Ultimo turno | Ultimo turno | Ultimo turno |  |
|  |                  |                    |                    |             |             |  |  |               |                 |               |               |               |   |   |              |              |              |              |              |  |
|  | 3                | Peter Luczak       | Peter Luczak       | 6           | 6           |  |  |               |                 |               |               |               |   |   |              |              |              |              |              |  |
|  |                  | John-Paul Fruttero | John-Paul Fruttero | 3           | 4           |  |  | 3             | Peter Luczak    | 6             | 63            | 6             |   |   |              |              |              |              |              |  |
|  | Douglas Stewart  | Douglas Stewart    | Douglas Stewart    | 7           | 6           |  |  |               | Douglas Stewart | 3             | 7             | 3             |   |   |              |              |              |              |              |  |
|  | Jaymon Crabb     | Jaymon Crabb       | Jaymon Crabb       | 68          | 3           |  |  |               |                 |               |               |               |   |   | 3            | Peter Luczak | 4            | 6            | 4            |  |
|  | Jeff Williams    | Jeff Williams      | 5                  | 7           | 7           |  |  |               |                 | 8             | Scott Draper  | 6             | 4 | 6 |              |              |              |              |              |  |
|  | Prakash Amritraj | Prakash Amritraj   | 7                  | 5           | 63          |  |  |               | Jeff Williams   | Jeff Williams | 5             | 1             |   |   |              |              |              |              |              |  |
|  | 8                | Scott Draper       | 5                  | 6           | 6           |  |  | 8             | Scott Draper    | Scott Draper  | 7             | 6             |   |   |              |              |              |              |              |  |
|  |                  | Dmitrij Tursunov   | 7                  | 3           | 2           |  |  |               |                 |               |               |               |   |   |              |              |              |              |              |  |

### Sezione 4
|  | Primo turno         | Primo turno         | Primo turno         | Primo turno | Primo turno |  |  | Secondo turno      | Secondo turno      | Secondo turno  | Secondo turno  | Secondo turno  |   |   | Ultimo turno       | Ultimo turno       | Ultimo turno       | Ultimo turno | Ultimo turno |  |
|  |                     |                     |                     |             |             |  |  |                    |                    |                |                |                |   |   |                    |                    |                    |              |              |  |
|  |                     | Christian Vinck     | 6                   | 3           | 6           |  |  |                    |                    |                |                |                |   |   |                    |                    |                    |              |              |  |
|  | 4                   | Louis Vosloo        | 2                   | 6           | 3           |  |  | Christian Vinck    | Christian Vinck    | 3              | 6              | 1              |   |   |                    |                    |                    |              |              |  |
|  | Alex Bogomolov Jr.  | Alex Bogomolov Jr.  | Alex Bogomolov Jr.  | 6           | 6           |  |  | Alex Bogomolov Jr. | Alex Bogomolov Jr. | 6              | 4              | 6              |   |   |                    |                    |                    |              |              |  |
|  | Graydon Oliver      | Graydon Oliver      | Graydon Oliver      | 2           | 0           |  |  |                    |                    |                |                |                |   |   | Alex Bogomolov Jr. | Alex Bogomolov Jr. | Alex Bogomolov Jr. | 6            | 6            |  |
|  | Zack Fleishman      | Zack Fleishman      | Zack Fleishman      | 6           | 6           |  |  |                    |                    | Zack Fleishman | Zack Fleishman | Zack Fleishman | 3 | 2 |                    |                    |                    |              |              |  |
|  | Willem-Petrus Meyer | Willem-Petrus Meyer | Willem-Petrus Meyer | 3           | 3           |  |  | Zack Fleishman     | Zack Fleishman     | Zack Fleishman | 7              | 6              |   |   |                    |                    |                    |              |              |  |
|  |                     | Marc Silva          | Marc Silva          | 6           | 6           |  |  | Marc Silva         | Marc Silva         | Marc Silva     | 6              | 4              |   |   |                    |                    |                    |              |              |  |
|  | 6                   | Eric Taino          | Eric Taino          | 3           | 0           |  |  |                    |                    |                |                |                |   |   |                    |                    |                    |              |              |  |